# 竹村秋竹
竹村 秋竹（たけむら しゅうちく、1875年9月 - 1915年12月27日 ）は、日本の俳人。本名：竹村 修。別名：修竹。

## 略歴
愛媛県松山市生まれ。明治27年（1894年）旧制三高入学、制度変更のため翌年四高に転入、同33年東京帝国大学英文科卒。島根県杵築中学、新潟県長岡中学、福井県小浜中学に勤め、小浜中学在任中に没。
俳句は早くより正岡子規に学ぶ。四高在学中『北辰会雑誌』『北國新聞』に俳句、俳論を発表。特に新聞紙上で客観写生俳句の主張と月並俳句攻撃の論陣をはり、旧派中条屋居石と論戦をかわす。
明治29年5月より北國新聞俳壇選を担当。同30年4月『北声会』を結成、北陸俳壇に大きな影響を与えた。
明治34年、子規の選句を無断で収録した『明治俳句』を発行。子規も同時期に俳句雑誌を編纂中であり子規一門から問責され、俳壇から遠ざかった。

## 参考資料
- 北辰会雑誌・北辰 金沢大学学術情報リポジトリKURA
- 南典二, 中西舗土『北聲会の群像 : 明治・大正の俳人』雪垣社、1992年。ISBN 4833007649。 NCID BN07685070。